# 多姆·帕森斯
多姆·帕森斯（英語：Dom Parsons，1987年9月8日—），英国男子钢架雪车运动员。他曾代表英国参加2014年和2018年冬季奥林匹克运动会钢架雪车比赛，其中2018年冬季奥运会获得一枚铜牌。